# Aeropuerto Internacional Mariscal Sucre
El Aeropuerto Internacional Mariscal Sucre (IATA: UIO, OACI: SEQM), también llamado Aeropuerto de Tababela, es el aeropuerto internacional de la ciudad de Quito, el de mayor movimiento de pasajeros y carga en general en Ecuador nombrado oficialmente en honor al militar venezolano Antonio José de Sucre, héroe de la independencia ecuatoriana e hispanoamericana. Está ubicado en una planicie en los suburbios orientales de la ciudad de Quito, en la localidad de Tababela, a 25 km del centro histórico de la urbe.
Fue inaugurado el 20 de febrero de 2013, lo que significó el cierre del antiguo aeropuerto que se encontraba en medio de la ciudad. El Mariscal Sucre constituye el aeropuerto con mayor movimiento de pasajeros del país (48,36 % en 2013) y su administración está concesionada a la empresa Quiport hasta el año 2041. Actualmente es el principal centro de conexiones para las aerolíneas Avianca Ecuador, LATAM Ecuador y Aeroregional.

## Historia

### Antecedentes
La planificación para la construcción de un nuevo aeropuerto en Quito empezó en la década de 1960, pues debido al crecimiento acelerado de la ciudad en los alrededores del antiguo aeropuerto en la llanura de Iñaquito-Cotocollao, este terminó representando un peligro para los habitantes tras varios accidentes de aeronaves. Uno de los primeros intentos se produjo durante el quinto periodo presidencial de José María Velasco Ibarra (1968-1972), que contrató un estudio de prefactibilidad por parte de la Junta de Planificación y la Dirección de Aviación Civil.
En el año 1974 el presidente Guillermo Rodríguez Lara contrató estudios de reubicación para los aeropuertos de Quito y Guayaquil a un consorcio conformado por las firmas International Engineering Co, Peat Matwick & Mitchell, Helmuth, Obata & Kassenbaum y la nacional Consultores Asociados Ecuatorianos, que tras estudios de orografía, climatología, condiciones atmosféricas, accesibilidad, impacto ambiental, aeronavegabilidad, entre otros, recomendaron trasladar el servicio aeroportuario de la capital hacia la meseta de Oyambaro-Puembo, en las parroquias de Tababela y Yaruquí.
En el año 1978, durante la alcaldía de Álvaro Pérez Intriago, se trazó el «Plan Integral de Desarrollo Urbano de Quito» que incluía obras necesarias para la ciudad hasta el año 2020, entre las que se encontraba un nuevo aeropuerto en el sector de Tababela que no llegó a concretarse en su administración. Durante el Gobierno de Osvaldo Hurtado Larrea (1981-1984) se declaró de utilidad pública al terreno de 1 500 ha donde hoy se encuentra el aeropuerto, que habían sido tradicionalmente ocupados por haciendas productoras agrícolas como «La Merced de Caraburo», pero quedaron abandonados por largos años debido a que el Estado no contaba con los recursos económicos suficientes para iniciar la construcción.
Rodrigo Borja Cevallos, presidente ecuatoriano entre 1988 y 1992, volvió a contratar estudios de factibilidad para los nuevos aeropuertos de Quito y Guayaquil, que arrojaron nuevamente como la ubicación ideal a la planicie de Oyambaro, pero los estudios económicos señalaban a su vez que el país solo podía construir una nueva terminal en alguna de las dos ciudades, por lo que se prefirió evitar una lucha regional y se aplazó el proyecto una vez más.

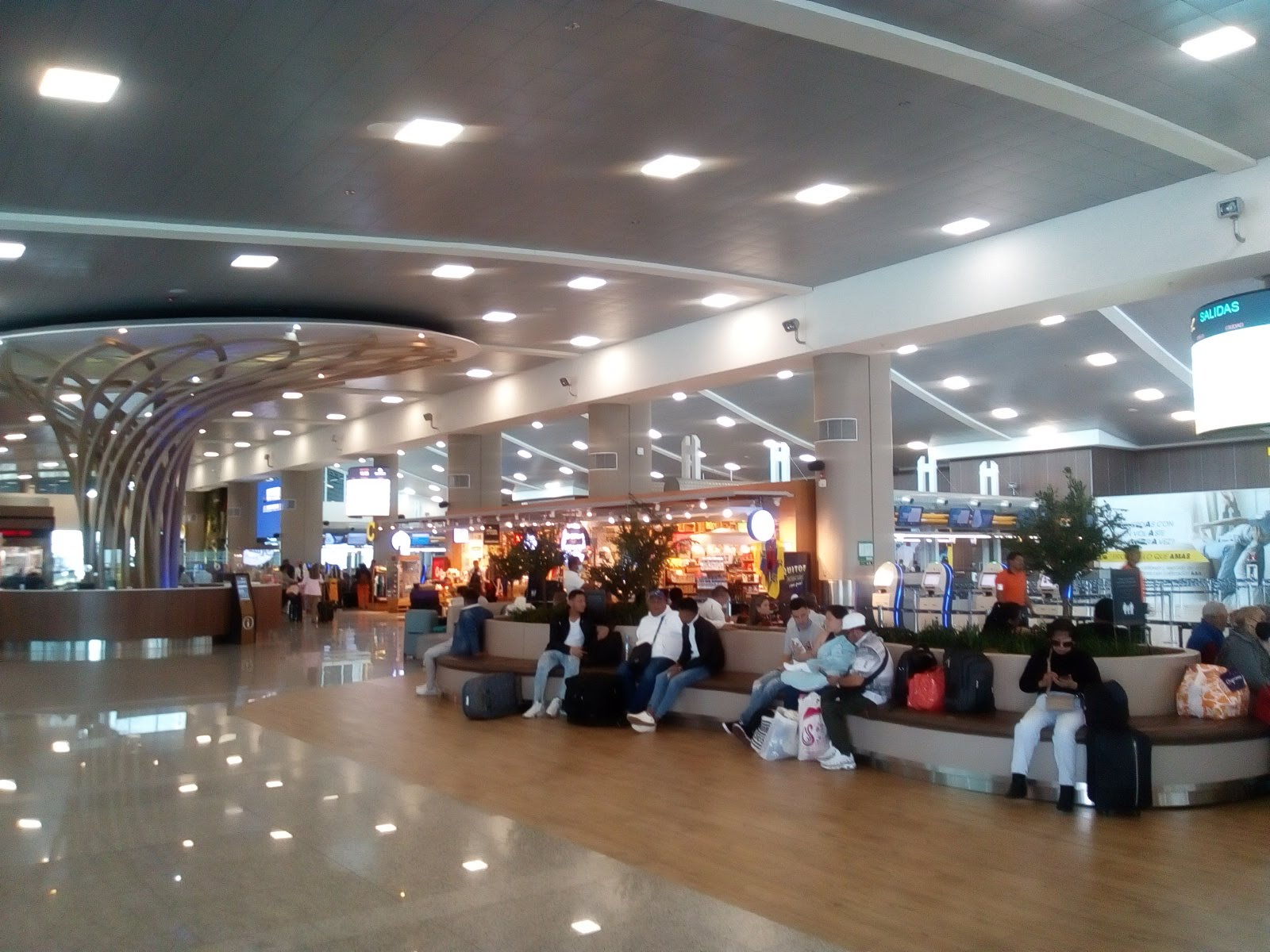
Interior del aeropuerto, zona de salidas y check-in

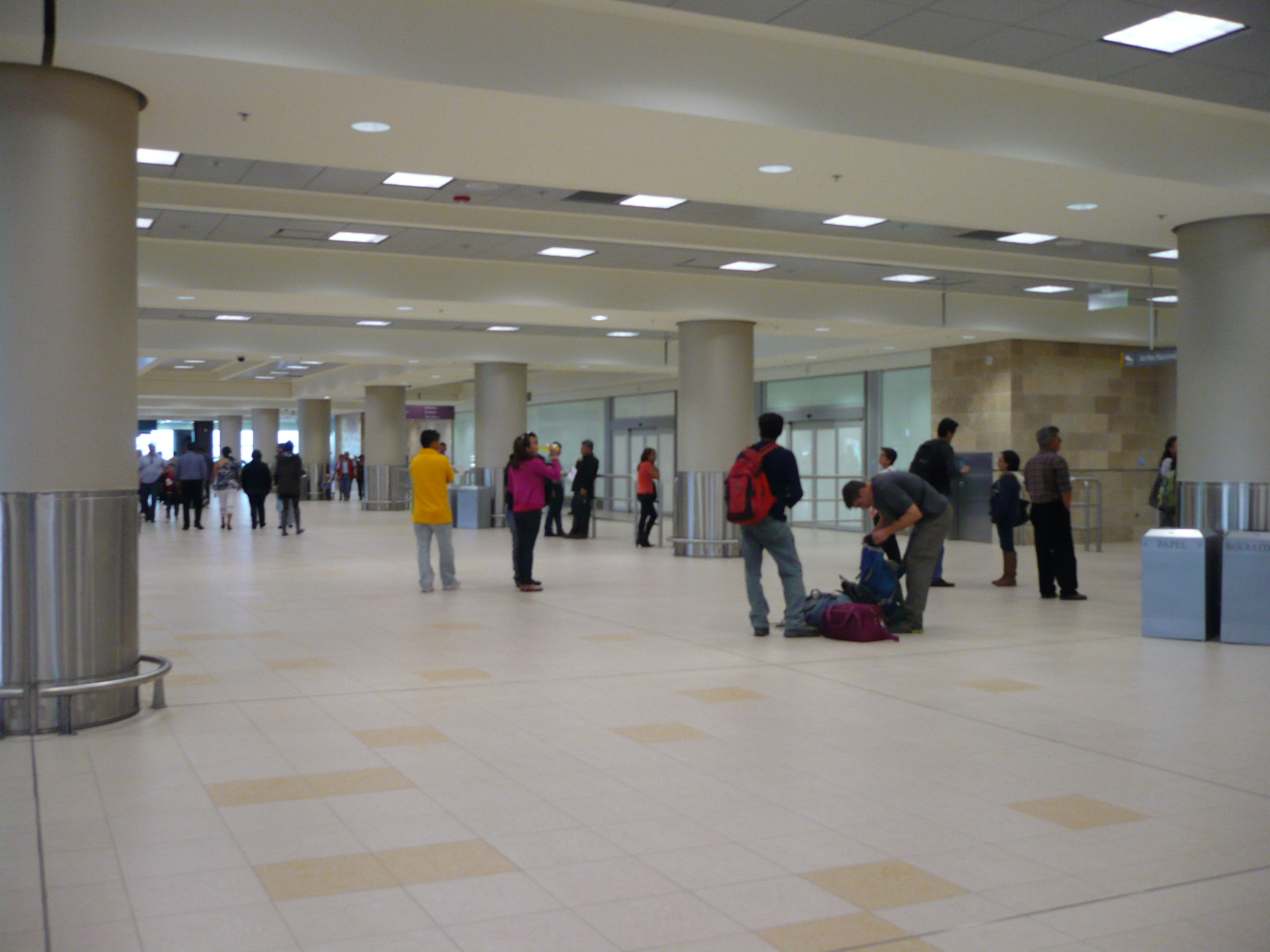
Interior del aeropuerto, zona de llegadas

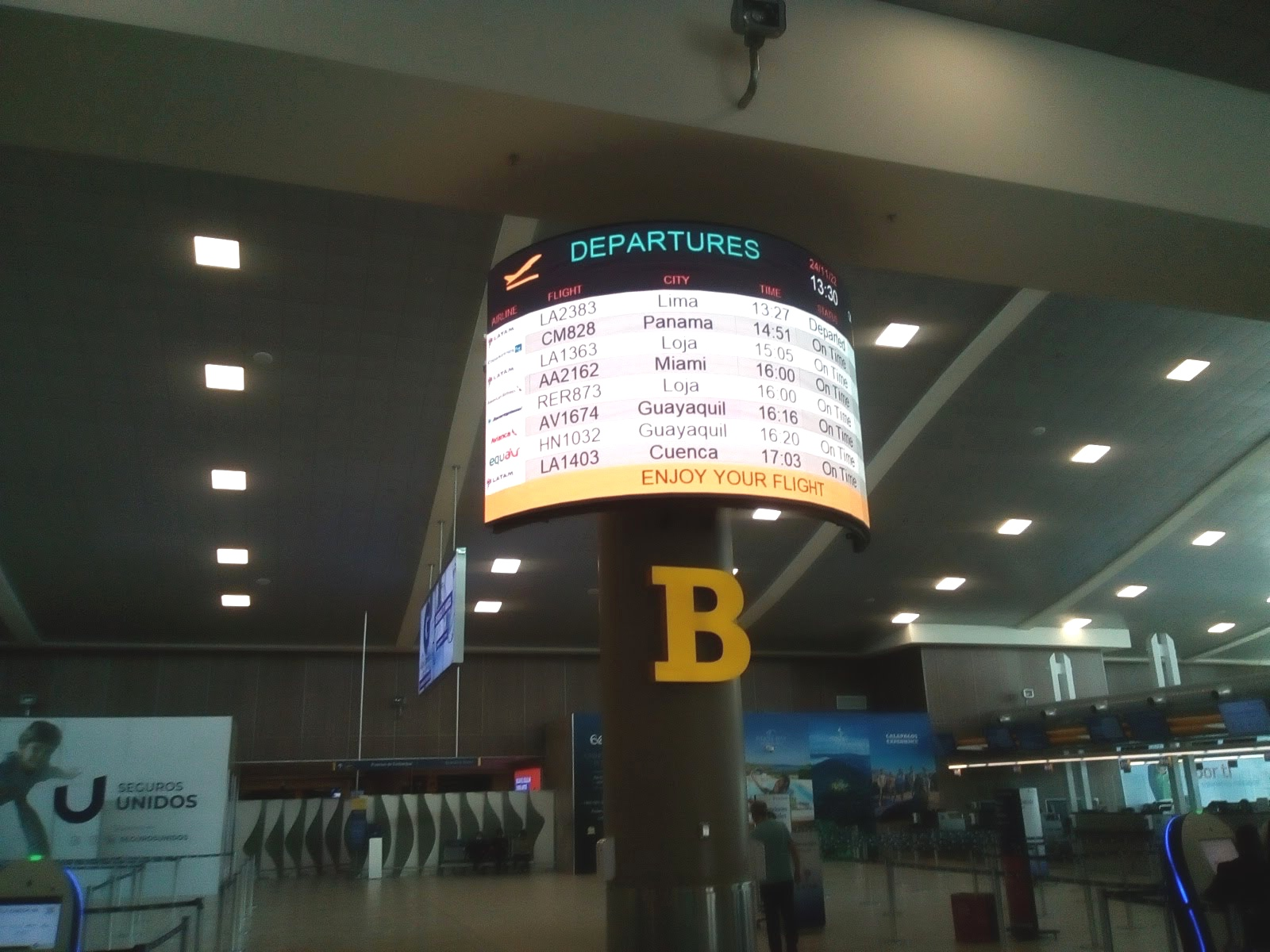
Pantalla de salidas

A finales de la década de 1990 una misión de la Junta de Andalucía remitió un informe que consideraba una vez más a la planicie de Tababela como el mejor lugar para construir un nuevo terminal aéreo ante el evidente riesgo que representaba el antiguo, ubicado en el norte de la ciudad y en un terreno de apenas 126 ha, que motivó a que en las alcaldías de Rodrigo Paz, Jamil Mahuad y Roque Sevilla se tornara cada vez más urgente la construcción, pero debido a presiones regionalistas demoraron nuevamente el inicio de las obras.

### Construcción
En 2002 el alcalde Paco Moncayo suscribió un contrato con el Gobierno de Canadá, que por medio de la Canadian Comercial Corporation, acordó la construcción de un nuevo aeropuerto para la ciudad en el sector que se venía planteando desde mediados del siglo XX. La licitación fue otorgada a la Corporación Quiport y su construcción empezó en enero de 2006, durante el segundo periodo de Paco Moncayo frente al municipio.
La inauguración, inicialmente prevista para el 2010, sufrió demoras en la entrega de recursos por parte de los financistas de la obra, por lo que se postergó hasta 2011. En el año 2009, el nuevo alcalde de Quito, Augusto Barrera, inició una renegociación del contrato, por lo que se aplazó nuevamente su fecha de inauguración para octubre de 2012. Sin embargo, debido a demandas de gremios económicos y tomando en cuenta la falta de vialidad de acceso, se aplazó una vez más para el 20 de febrero de 2013. La obra concluida fue entregada por parte de Quiport al municipio del Distrito Metropolitano de Quito, el 11 de octubre de 2012.
Tras 4 meses de trabajos, el 18 de mayo de 2015 se inauguró la segunda etapa de la terminal nacional de pasajeros, compuesta por 1 edificio de 2 niveles y 7 910 m² que ampliaron la capacidad del aeropuerto para embarcar pasajeros en un 30 % con respecto al año 2013.

### Primeros aterrizajes
El 2 de julio de 2012 un Boeing 757 de la aerolínea estadounidense American Airlines aterrizó en el nuevo aeropuerto con cerca de 100 pasajeros a bordo, vuelo que sirvió para obtener el permiso de operación para realizar las pruebas en pista, además de probar el funcionamiento del sistema electrónico montado para el manejo y traslado de maletas y de los counters para el chequeo de pasajeros y equipajes. El 3 de octubre del mismo año, un avión de carga de la aerolínea Martinair hizo un aterrizaje de prueba para los sistemas de carga.
El 19 de febrero de 2013 se cerraron las operaciones en el antiguo aeropuerto de Quito, y esa misma noche fue inaugurada la nueva terminal con una ceremonia presidida por el primer mandatario. Al día siguiente un avión de TAME inauguró oficialmente las operaciones en el nuevo Aeropuerto Internacional Mariscal Sucre de Tababela.

Salas de embarque

## Infraestructura

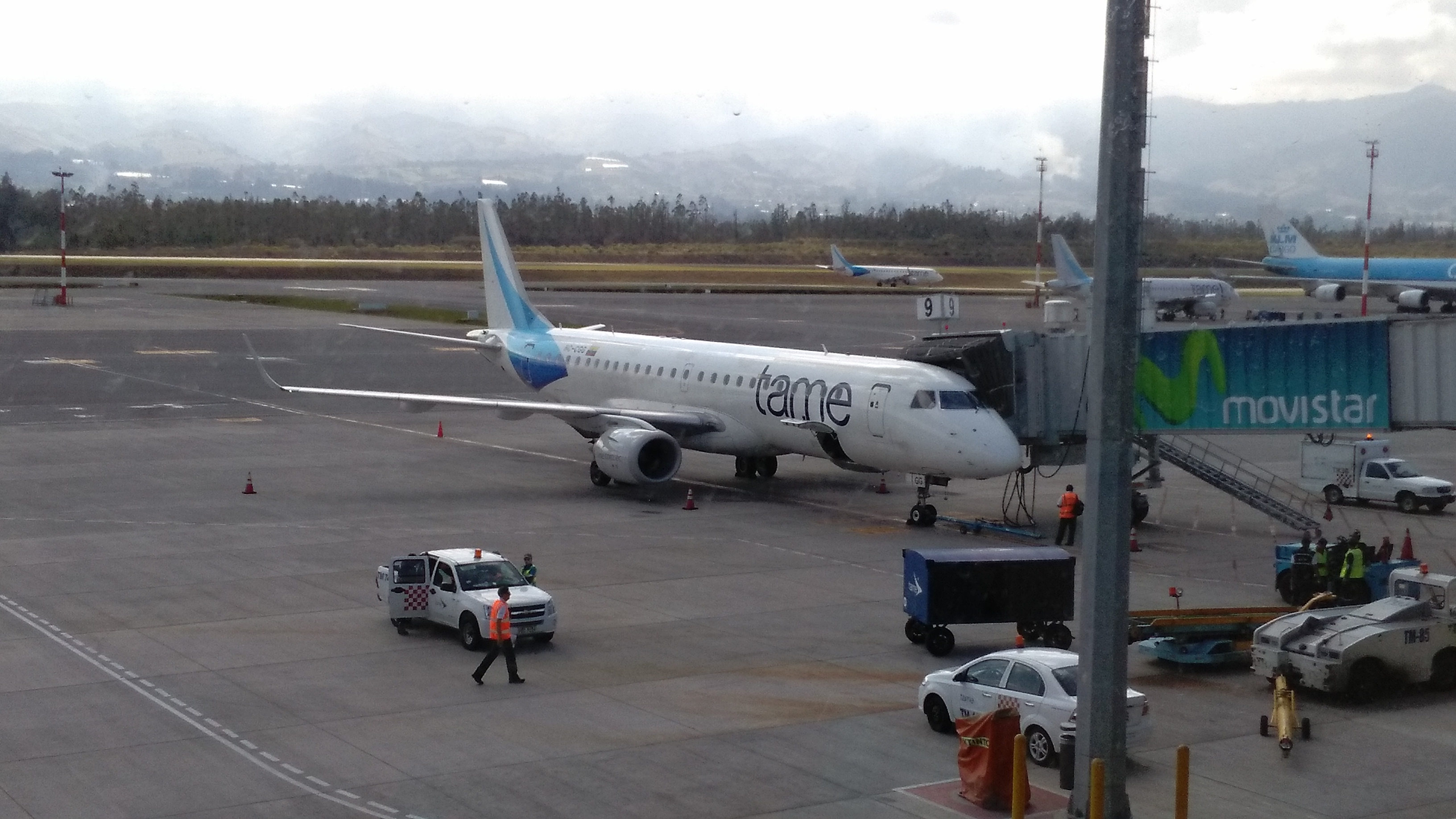
TAME Embraer 190

La superficie total en la que se asienta el complejo del Aeropuerto Internacional Mariscal Sucre es de 1 500 ha, con un área construida de 70 ha entre las que se encuentra la terminal internacional de pasajeros, que tiene 47 000 m² de superficie e inicialmente se estimó que sería usada por cinco millones de pasajeros al año. La terminal nacional, inaugurada en mayo de 2015, posee 10 salas de embarque distribuidas en dos niveles que suman 7 910 m².

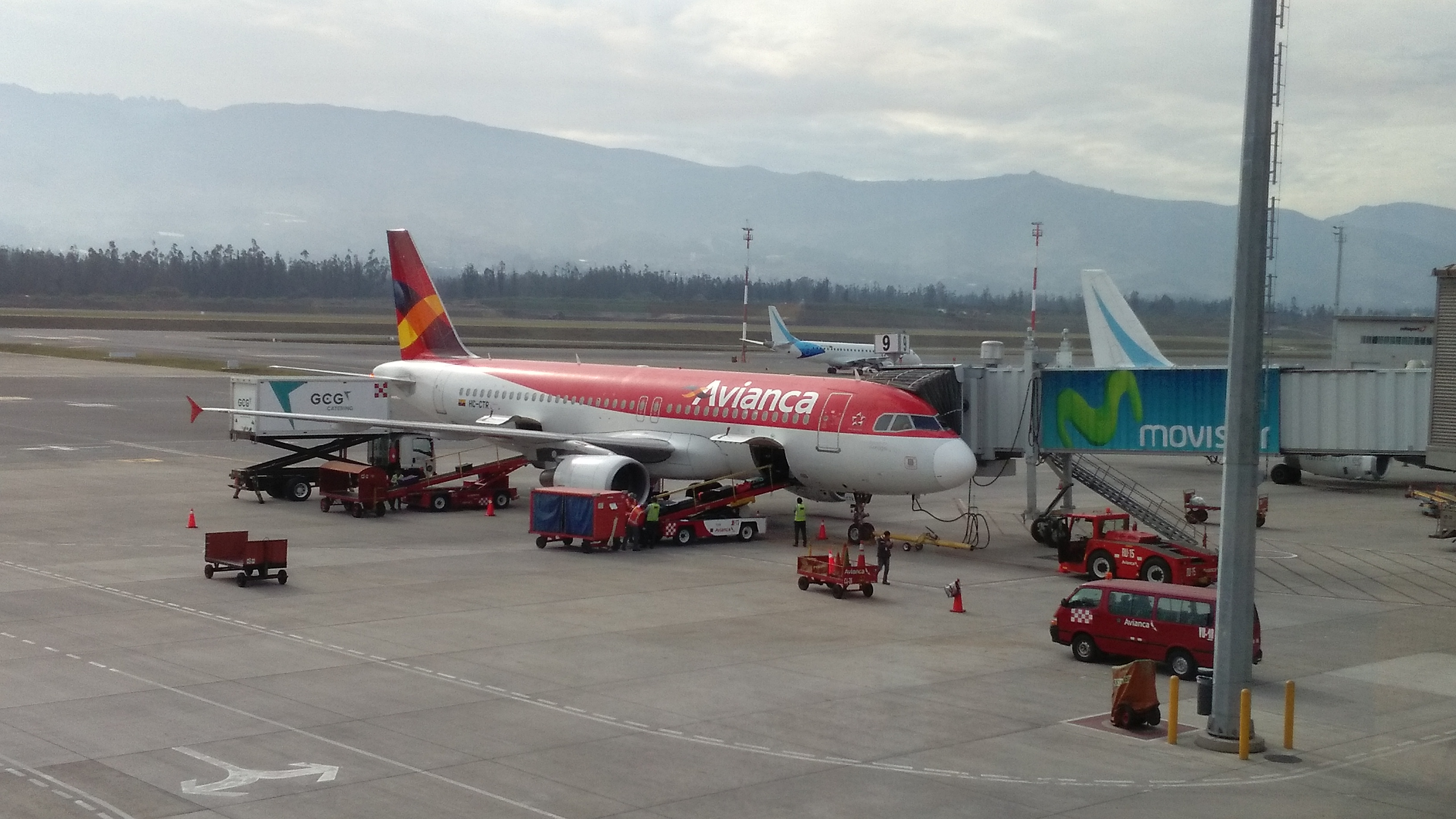
Avianca Airbus A320

La Pista de aterrizaje tiene 4 100 m de longitud, lo que la hace la más larga entre los aeropuertos de las capitales sudamericanas y de las ciudades ecuatorianas, además de que puede recibir a los aviones más grandes de la actualidad, como el Boeing 747 o el Airbus A380. A futuro se tiene previsto construir una segunda pista para cubrir la demanda proyectada. Por otro lado, la torre de control se levanta a 41 m de alto.

### Servicios

KLM vuela diariamente a Quito y Guayaquil con el Boeing 777.

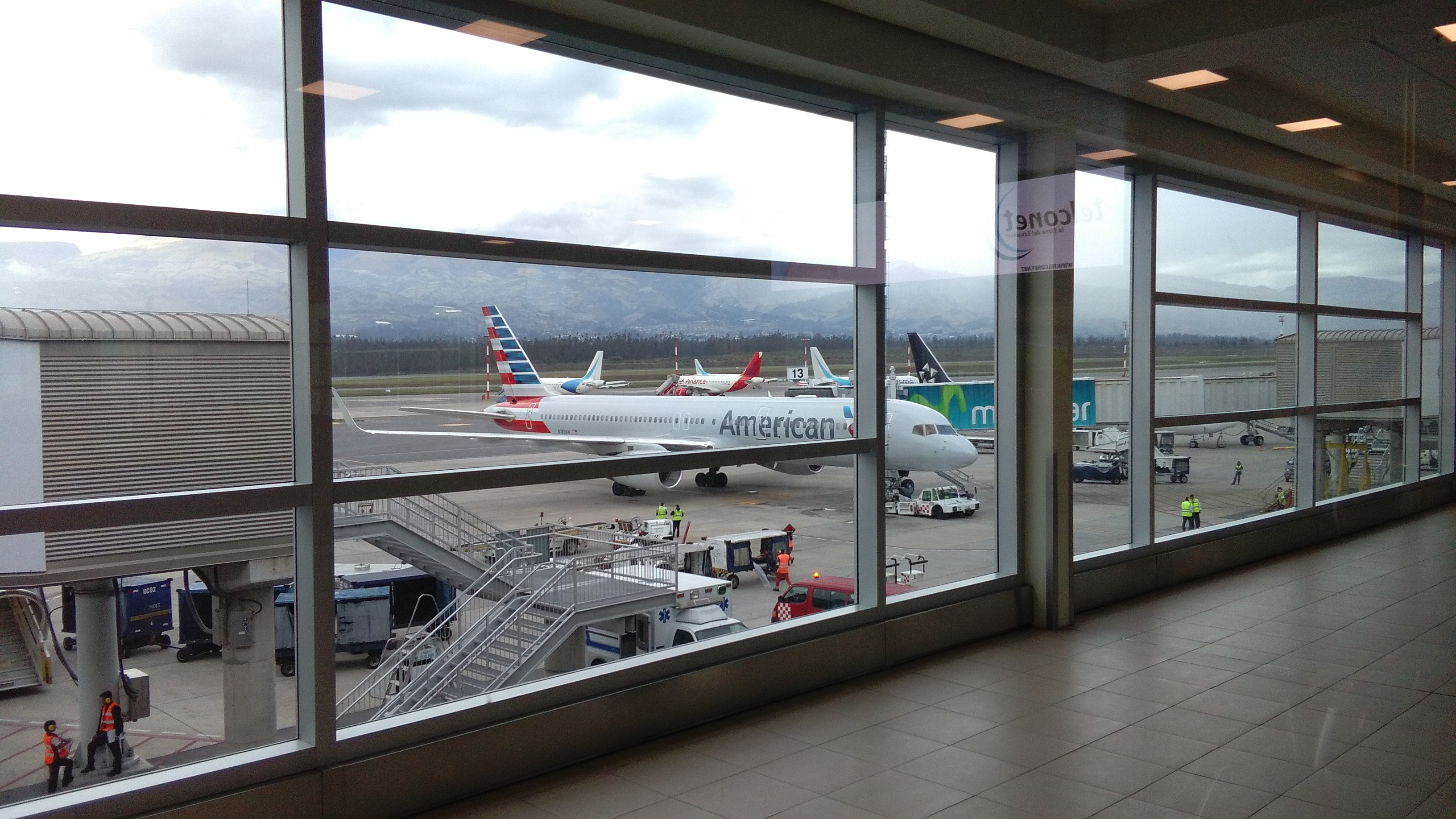
Vista desde la terminal internacional

La terminal del Aeropuerto Internacional Mariscal Sucre posee dos salas vip: el Salón Quito, que actúa para vuelos nacionales, y el Salón Mitad del Mundo para internacionales. Por otra parte, el complejo aeroportuario cuenta con una terminal de carga que no poseía el anterior.
Frente a la terminal principal se encuentra un centro de negocios, empresarial y comercial llamado «Quito Airport Center», que en sus 18 870 m² de construcción posee 30 locales comerciales con marcas nacionales y extranjeras, además de un patio de comidas y oficinas administrativas y turísticas.
El 17 de julio de 2016 se inauguró el hotel «Wyndham Quito Airport», también conocido como «Wyndham Gran Cóndor», que con sus 140 habitaciones fue construido por la Corporación Pronobis a un costo de 17 millones de dólares en una superficie de 22 000 m²  ubicada entre las vías Conector Alpachaca y la Ruta Collas. Un segundo hotel llamado «Holiday Inn Quito Airport», parte de la InterContinental Hotels Group, inició su construcción en noviembre de 2014 y se tiene prevista su inauguración para mediados de 2016. Este se ubica en el redondel de Tababela, que conecta las vías E35 y el Conector Alpachaca.

## Base aérea
En los terrenos del aeropuerto se construye una nueva base para la Fuerza Aérea Ecuatoriana (FAE) que alojará al Ala de Transportes 11 de la FAE y a la Aviación del Ejército, así como a las operaciones aéreas de las petroleras estatales Petroecuador y Petroamazonas. Mientras tanto, las operaciones del Ala de Transportes 11 se trasladaron a la base aérea de Latacunga, anexa al Aeropuerto Internacional Cotopaxi, ciudad ubicada a 107 km de la capital ecuatoriana y a 310 km aproximadamente de la Base Aérea Simón Bolívar de la ciudad de Guayaquil.
El expresidente de Ecuador Guillermo Lasso anunció que se retomará la construcción de la base aérea Mariscal Sucre en el Aeropuerto de Quito en Tababela.

## Destinos

### Destinos regulares por aerolíneas
| Aerolíneas               | Ciudades        | Ciudades                | Alianza       |
| ------------------------ | --------------- | ----------------------- | ------------- |
| Aeroregional             | Internacionales | Panamá-Pacífico         | N/A           |
| Aeroregional             | Internacionales | Lima                    | N/A           |
| Aeroregional             | Internacionales | Punta Cana              | N/A           |
| Aeroregional             | Nacionales      | Esmeraldas              | N/A           |
| Aeroregional             | Nacionales      | Loja                    | N/A           |
| Aeroregional             | Nacionales      | El Coca                 | N/A           |
| Aeroregional             | Nacionales      | Santa Rosa              | N/A           |
| Air Europa               | Internacional   | Madrid (vía GYE)        | SkyTeam       |
| American Airlines        | Internacional   | Miami                   | Oneworld      |
| Arajet                   | Internacionales | Punta Cana              | N/A           |
| Avianca                  | Internacional   | Bogotá                  | Star Alliance |
| Avianca Costa Rica       | Internacionales | Buenos Aires-Ezeiza     | Star Alliance |
| Avianca Costa Rica       | Internacionales | San José                | Star Alliance |
| Avianca Ecuador          | Nacionales      | Baltra (vía GYE)        | Star Alliance |
| Avianca Ecuador          | Nacionales      | Cuenca                  | Star Alliance |
| Avianca Ecuador          | Nacionales      | El Coca                 | Star Alliance |
| Avianca Ecuador          | Nacionales      | Guayaquil               | Star Alliance |
| Avianca Ecuador          | Nacionales      | Manta                   | Star Alliance |
| Avianca Ecuador          | Nacionales      | San Cristóbal (vía GYE) | Star Alliance |
| Avianca Ecuador          | Internacionales | Bogotá                  | Star Alliance |
| Avianca Ecuador          | Internacionales | Buenos Aires-Ezeiza     | Star Alliance |
| Avianca Ecuador          | Internacionales | Córdoba                 | Star Alliance |
| Avianca Ecuador          | Internacionales | Medellín                | Star Alliance |
| Avianca Ecuador          | Internacionales | Nueva York-JFK          | Star Alliance |
| Avianca El Salvador      | Internacional   | San Salvador            | Star Alliance |
| Copa Airlines            | Internacional   | Panamá-Tocumen          | Star Alliance |
| Delta Air Lines          | Internacional   | Atlanta                 | SkyTeam       |
| Iberia                   | Internacional   | Madrid                  | Oneworld      |
| JetSMART Perú            | Internacional   | Lima                    | N/A           |
| KLM Royal Dutch Airlines | Internacional   | Ámsterdam (vía GYE)     | SkyTeam       |
| LATAM Colombia           | Internacional   | Bogotá                  | N/A           |
| LATAM Ecuador            | Nacionales      | Baltra (vía GYE)        | N/A           |
| LATAM Ecuador            | Nacionales      | Cuenca                  | N/A           |
| LATAM Ecuador            | Nacionales      | El Coca                 | N/A           |
| LATAM Ecuador            | Nacionales      | Guayaquil               | N/A           |
| LATAM Ecuador            | Nacionales      | Manta                   | N/A           |
| LATAM Ecuador            | Nacionales      | San Cristóbal (vía GYE) | N/A           |
| LATAM Ecuador            | Internacionales | Bogotá                  | N/A           |
| LATAM Ecuador            | Internacionales | Lima                    | N/A           |
| LATAM Ecuador            | Internacionales | Miami                   | N/A           |
| LATAM Perú               | Internacional   | Lima                    | N/A           |
| United Airlines          | Internacional   | Houston                 | Star Alliance |

### Destinos nacionales
| Destino                  | Aeropuerto                                      | Aerolíneas      | Frecuencias semanales                   |
| ------------------------ | ----------------------------------------------- | --------------- | --------------------------------------- |
| Baltra, Galápagos        | Aeropuerto Seymour                              | Avianca Ecuador | 20. 7 (directos) y 13 (vía GYE)         |
| Baltra, Galápagos        | Aeropuerto Seymour                              | LATAM Ecuador   | 20 (vía GYE)                            |
| Catamayo, Loja           | Aeropuerto Ciudad de Catamayo                   | Aeroregional    | 20                                      |
| Cuenca, Azuay            | Aeropuerto Internacional Mariscal La Mar        | Avianca Ecuador | 17                                      |
| Cuenca, Azuay            | Aeropuerto Internacional Mariscal La Mar        | LATAM Ecuador   | 30                                      |
| El Coca, Orellana        | Aeropuerto Francisco de Orellana                | Aeroregional    | 7                                       |
| El Coca, Orellana        | Aeropuerto Francisco de Orellana                | LATAM Ecuador   | 7                                       |
| Esmeraldas, Esmeraldas   | Aeropuerto Coronel Carlos Concha Torres         | Aeroregional    | 1 (reinicia el 12 de diciembre de 2025) |
| Guayaquil, Guayas        | Aeropuerto Internacional José Joaquín de Olmedo | Aeroregional    | 7 (suspende el 1 de septiembre de 2025) |
| Guayaquil, Guayas        | Aeropuerto Internacional José Joaquín de Olmedo | Avianca Ecuador | 49                                      |
| Guayaquil, Guayas        | Aeropuerto Internacional José Joaquín de Olmedo | LATAM Ecuador   | 72                                      |
| Manta, Manabí            | Aeropuerto Internacional Eloy Alfaro            | Avianca Ecuador | 13                                      |
| Manta, Manabí            | Aeropuerto Internacional Eloy Alfaro            | LATAM Ecuador   | 10                                      |
| San Cristóbal, Galápagos | Aeropuerto de San Cristóbal                     | Avianca Ecuador | 10 (vía GYE)                            |
| San Cristóbal, Galápagos | Aeropuerto de San Cristóbal                     | LATAM Ecuador   | 8 (vía GYE)                             |
| Santa Rosa, El Oro       | Aeropuerto Internacional de Santa Rosa          | Aeroregional    | 13                                      |

### Destinos internacionales
| Países                                         | Destinos         | Aeropuertos                                                  | Aerolíneas                         | Frecuencias semanales                                           |
| Norteamérica                                   | Norteamérica     | Norteamérica                                                 | Norteamérica                       | Norteamérica                                                    |
| ---------------------------------------------- | ---------------- | ------------------------------------------------------------ | ---------------------------------- | --------------------------------------------------------------- |
| Estados Unidos (4 destinos, 5 aerolíneas)      | Atlanta          | Aeropuerto Internacional Hartsfield-Jackson                  | Delta Air Lines                    | 7                                                               |
| Estados Unidos (4 destinos, 5 aerolíneas)      | Houston          | Aeropuerto Intercontinental George Bush                      | United Airlines                    | 7 (9 en temporada alta)                                         |
| Estados Unidos (4 destinos, 5 aerolíneas)      | Miami            | Aeropuerto Internacional de Miami                            | American Airlines                  | 14                                                              |
| Estados Unidos (4 destinos, 5 aerolíneas)      | Miami            | Aeropuerto Internacional de Miami                            | LATAM Ecuador                      | 7                                                               |
| Estados Unidos (4 destinos, 5 aerolíneas)      | Nueva York       | Aeropuerto Internacional John F. Kennedy                     | Avianca Ecuador                    | 6                                                               |
| Centroamérica y el Caribe                      |                  |                                                              |                                    |                                                                 |
| Costa Rica (1 destino, 1 aerolínea)            | San José         | Aeropuerto Internacional Juan Santamaría                     | Avianca Costa Rica                 | 6                                                               |
| El Salvador (1 destino, 1 aerolínea)           | San Salvador     | Aeropuerto Internacional de El Salvador                      | Avianca El Salvador                | 5                                                               |
| Panamá (1 destino, 2 aerolíneas)               | Ciudad de Panamá | Aeropuerto Internacional de Tocumen                          | Copa Airlines                      | 28                                                              |
| Panamá (1 destino, 2 aerolíneas)               | Ciudad de Panamá | Aeropuerto Internacional Panamá Pacífico                     | Aeroregional                       | 3                                                               |
| República Dominicana (1 destino, 2 aerolíneas) | Punta Cana       | Aeropuerto Internacional de Punta Cana                       | Aeroregional                       | 2 (3 en temporada alta)                                         |
| República Dominicana (1 destino, 2 aerolíneas) | Punta Cana       | Aeropuerto Internacional de Punta Cana                       | Arajet                             | 2 (suspende el 8 de noviembre de 2025)                          |
| Sudamérica                                     |                  |                                                              |                                    |                                                                 |
| Argentina (2 destinos, 2 aerolíneas)           | Buenos Aires     | Aeropuerto Internacional Ministro Pistarini                  | Avianca Costa Rica                 | 6                                                               |
| Argentina (2 destinos, 2 aerolíneas)           | Buenos Aires     | Aeropuerto Internacional Ministro Pistarini                  | Avianca Ecuador                    | 6                                                               |
| Argentina (2 destinos, 2 aerolíneas)           | Buenos Aires     | Aeropuerto Internacional Ministro Pistarini                  | Avianca Ecuador (vía BOG)          | 3 (operará desde el 16 de junio hasta el 24 de octubre de 2025) |
| Argentina (2 destinos, 2 aerolíneas)           | Córdoba          | Aeropuerto Internacional Ing. Aeronáutico Ambrosio Taravella | Avianca Ecuador (vía BOG)          | 3 (operará desde el 16 de junio hasta el 24 de octubre de 2025) |
| Colombia (2 destinos, 4 aerolíneas)            | Bogotá           | Aeropuerto Internacional El Dorado                           | Avianca Ecuador                    | 32                                                              |
| Colombia (2 destinos, 4 aerolíneas)            | Bogotá           | Aeropuerto Internacional El Dorado                           | Avianca                            | 32                                                              |
| Colombia (2 destinos, 4 aerolíneas)            | Bogotá           | Aeropuerto Internacional El Dorado                           | LATAM Colombia                     | 14                                                              |
| Colombia (2 destinos, 4 aerolíneas)            | Bogotá           | Aeropuerto Internacional El Dorado                           | LATAM Ecuador                      | 14                                                              |
| Colombia (2 destinos, 4 aerolíneas)            | Medellín         | Aeropuerto Internacional José María Córdova                  | Avianca Ecuador                    | 4                                                               |
| Perú (1 destino, 4 aerolíneas)                 | Lima             | Aeropuerto Internacional Jorge Chávez                        | Aeroregional                       | 2                                                               |
| Perú (1 destino, 4 aerolíneas)                 | Lima             | Aeropuerto Internacional Jorge Chávez                        | JetSMART Perú                      | 4                                                               |
| Perú (1 destino, 4 aerolíneas)                 | Lima             | Aeropuerto Internacional Jorge Chávez                        | LATAM Ecuador                      | 21                                                              |
| Perú (1 destino, 4 aerolíneas)                 | Lima             | Aeropuerto Internacional Jorge Chávez                        | LATAM Perú                         | 21                                                              |
| Europa                                         |                  |                                                              |                                    |                                                                 |
| España (1 destino, 2 aerolíneas)               | Madrid           | Aeropuerto Adolfo Suárez Madrid-Barajas                      | Air Europa                         | 3                                                               |
| España (1 destino, 2 aerolíneas)               | Madrid           | Aeropuerto Adolfo Suárez Madrid-Barajas                      | Iberia                             | 7                                                               |
| Países Bajos (1 destino, 1 aerolínea)          | Ámsterdam        | Aeropuerto de Ámsterdam-Schiphol                             | KLM Royal Dutch Airlines (vía GYE) | 5                                                               |

### Futuros destinos
| Aerolíneas             | Países         | Destinos            | Aeropuertos                                     | Fechas de inicio              |
| ---------------------- | -------------- | ------------------- | ----------------------------------------------- | ----------------------------- |
| Avianca                | Colombia       | Medellín            | Aeropuerto Internacional José María Córdova     | Destino solicitado            |
| Avianca Ecuador        | Venezuela      | Caracas             | Aeropuerto Internacional Simón Bolívar          | Fecha pendiente               |
| Gol Transportes Aéreos | Brasil         | São Paulo           | Aeropuerto Internacional de São Paulo-Guarulhos | Inicio de operaciones en 2026 |
| JetSMART Colombia      | Colombia       | Cartagena de Indias | Aeropuerto Internacional Rafael Núñez           | Destinos solicitados          |
| JetSMART Colombia      | Colombia       | Bogotá              | Aeropuerto Internacional El Dorado              | Destinos solicitados          |
| JetSMART Colombia      | Colombia       | Medellín            | Aeropuerto Internacional José María Córdova     | Destinos solicitados          |
| JetSMART Colombia      | Colombia       | Santa Marta         | Aeropuerto Internacional Simón Bolívar          | Destinos solicitados          |
| LATAM Ecuador          | Ecuador        | Baltra, Galápagos   | Aeropuerto Seymour (vuelo directo)              | Fecha pendiente               |
| LATAM Perú             | Estados Unidos | Miami               | Aeropuerto Internacional de Miami               | Destino solicitado            |

## Aerolíneas y/o destinos finalizados

### Aerolíneas extintas
| Aerolíneas                | Países         | Destinos            | Aeropuertos                                                   | Notas                                  | Fecha de cese            |
| ------------------------- | -------------- | ------------------- | ------------------------------------------------------------- | -------------------------------------- | ------------------------ |
| Aero Continente           | Perú           | Lima                | Aeropuerto Internacional Jorge Chávez                         | Operó en el antiguo aeropuerto         | 2004                     |
| AeroPerú                  | Perú           | Lima                | Aeropuerto Internacional Jorge Chávez                         | Operó en el antiguo aeropuerto         | 1999                     |
| Air Comet                 | España         | Madrid              | Aeropuerto Adolfo Suárez Madrid-Barajas                       | Operó en el antiguo aeropuerto         | 21 de diciembre de 2009  |
| Air Cuenca                | Ecuador        | Cuenca              | Aeropuerto Internacional Mariscal La Mar                      | Operó en el antiguo aeropuerto         | 21 de junio de 2011      |
| ATESA                     | Ecuador        | Riobamba            | Aeropuerto Chimborazo                                         | Operó en el antiguo aeropuerto         | 2004                     |
| Austro Aéreo              | Ecuador        | Cuenca              | Aeropuerto Internacional Mariscal La Mar                      | Operó en el antiguo aeropuerto         | 16 de diciembre de 2003  |
| Austro Aéreo              | Ecuador        | Lago Agrio          | Aeropuerto de Nueva Loja                                      | Operó en el antiguo aeropuerto         | 16 de diciembre de 2003  |
| Braniff International     | Estados Unidos | Los Ángeles         | Aeropuerto Internacional de Los Ángeles                       | Operó en el antiguo aeropuerto         | 1982                     |
| Braniff International     | Estados Unidos | Miami               | Aeropuerto Internacional de Miami                             | Operó en el antiguo aeropuerto         | 1982                     |
| Braniff International     | Estados Unidos | Nueva York          | Aeropuerto Internacional Newark Liberty                       | Operó en el antiguo aeropuerto         | 1982                     |
| Braniff International     | México         | Ciudad de México    | Aeropuerto Internacional de la Ciudad de México               | Operó en el antiguo aeropuerto         | 1982                     |
| Braniff International     | Perú           | Lima                | Aeropuerto Internacional Jorge Chávez                         | Operó en el antiguo aeropuerto         | 1982                     |
| Ecuatoriana de Aviación   | Argentina      | Buenos Aires        | Aeropuerto Internacional Ministro Pistarini                   | Operó en el antiguo aeropuerto         | 2006                     |
| Ecuatoriana de Aviación   | Bahamas        | Nasáu               | Aeropuerto Internacional Lynden Pindling                      | Operó en el antiguo aeropuerto         | 2006                     |
| Ecuatoriana de Aviación   | Chile          | Santiago            | Aeropuerto Internacional Arturo Merino Benítez                | Operó en el antiguo aeropuerto         | 2006                     |
| Ecuatoriana de Aviación   | Colombia       | Bogotá              | Aeropuerto Internacional El Dorado                            | Operó en el antiguo aeropuerto         | 2006                     |
| Ecuatoriana de Aviación   | Colombia       | Cali                | Aeropuerto Internacional Alfonso Bonilla Aragón               | Operó en el antiguo aeropuerto         | 2006                     |
| Ecuatoriana de Aviación   | Estados Unidos | Chicago             | Aeropuerto Internacional O'Hare                               | Operó en el antiguo aeropuerto         | 2006                     |
| Ecuatoriana de Aviación   | Estados Unidos | Los Ángeles         | Aeropuerto Internacional de Los Ángeles                       | Operó en el antiguo aeropuerto         | 2006                     |
| Ecuatoriana de Aviación   | Estados Unidos | Miami               | Aeropuerto Internacional de Miami                             | Operó en el antiguo aeropuerto         | 2006                     |
| Ecuatoriana de Aviación   | Estados Unidos | Nueva York          | Aeropuerto Internacional John F. Kennedy                      | Operó en el antiguo aeropuerto         | 2006                     |
| Ecuatoriana de Aviación   | México         | Ciudad de México    | Aeropuerto Internacional de la Ciudad de México               | Operó en el antiguo aeropuerto         | 2006                     |
| Ecuatoriana de Aviación   | Panamá         | Ciudad de Panamá    | Aeropuerto Internacional de Tocumen                           | Operó en el antiguo aeropuerto         | 2006                     |
| Ecuatoriana de Aviación   | Perú           | Lima                | Aeropuerto Internacional Jorge Chávez                         | Operó en el antiguo aeropuerto         | 2006                     |
| Ecuatoriana de Aviación   | Venezuela      | Caracas             | Aeropuerto Internacional de Maiquetía Simón Bolívar           | Operó en el antiguo aeropuerto         | 2006                     |
| Equair                    | Ecuador        | Baltra              | Aeropuerto Seymour                                            | Operó en el nuevo aeropuerto           | 30 de septiembre de 2023 |
| Equair                    | Ecuador        | El Coca             | Aeropuerto Francisco de Orellana                              | Operó en el nuevo aeropuerto           | 30 de septiembre de 2023 |
| Equair                    | Ecuador        | Guayaquil           | Aeropuerto Internacional José Joaquín de Olmedo               | Operó en el nuevo aeropuerto           | 30 de septiembre de 2023 |
| Equair                    | Ecuador        | San Cristóbal       | Aeropuerto de San Cristóbal                                   | Operó en el nuevo aeropuerto           | 30 de septiembre de 2023 |
| Ícaro Air                 | Ecuador        | Catamayo            | Aeropuerto Ciudad de Catamayo                                 | Operó en el antiguo aeropuerto         | 2011                     |
| Ícaro Air                 | Ecuador        | Cuenca              | Aeropuerto Internacional Mariscal La Mar                      | Operó en el antiguo aeropuerto         | 2011                     |
| Ícaro Air                 | Ecuador        | El Coca             | Aeropuerto Francisco de Orellana                              | Operó en el antiguo aeropuerto         | 2011                     |
| Ícaro Air                 | Ecuador        | Esmeraldas          | Aeropuerto Internacional Carlos Concha Torres                 | Operó en el antiguo aeropuerto         | 2011                     |
| Ícaro Air                 | Ecuador        | Guayaquil           | Aeropuerto Internacional José Joaquín de Olmedo               | Operó en el antiguo aeropuerto         | 2011                     |
| Ícaro Air                 | Ecuador        | Machala             | Aeropuerto General Manuel Serrano                             | Operó en el antiguo aeropuerto         | 2011                     |
| Ícaro Air                 | Ecuador        | Manta               | Aeropuerto Internacional Eloy Alfaro                          | Operó en el antiguo aeropuerto         | 2011                     |
| Ícaro Air                 | Ecuador        | Nueva Loja          | Aeropuerto de Nueva Loja                                      | Operó en el antiguo aeropuerto         | 2011                     |
| Insel Air                 | Curaçao        | Willemstad          | Aeropuerto Internacional Hato                                 | Operó en el nuevo aeropuerto           | 12 de enero de 2017      |
| Joon                      | Francia        | París               | Aeropuerto de París-Charles de Gaulle                         | Operó en el nuevo aeropuerto           | 26 de junio de 2019      |
| Línea Aérea Cuencana      | Ecuador        | Cuenca              | Aeropuerto Internacional Mariscal La Mar                      | Operó en el nuevo aeropuerto           | 2017                     |
| Línea Internacional Aérea | Colombia       | Bogotá              | Aeropuerto Internacional El Dorado                            | Operó en el antiguo aeropuerto         | 1963                     |
| Línea Internacional Aérea | Colombia       | San Andrés          | Aeropuerto Internacional Gustavo Rojas Pinilla                | Operó en el antiguo aeropuerto         | 1963                     |
| Línea Internacional Aérea | Cuba           | La Habana           | Aeropuerto Internacional José Martí                           | Operó en el antiguo aeropuerto         | 1963                     |
| Línea Internacional Aérea | Ecuador        | Guayaquil           | Aeropuerto Internacional Simón Bolívar                        | Operó en el antiguo aeropuerto         | 1963                     |
| Línea Internacional Aérea | Estados Unidos | Miami               | Aeropuerto Internacional de Miami                             | Operó en el antiguo aeropuerto         | 1961                     |
| Línea Internacional Aérea | Jamaica        | Kingston            | Aeropuerto Internacional Norman Manley                        | Operó en el antiguo aeropuerto         | 1963                     |
| Línea Internacional Aérea | Panamá         | Ciudad de Panamá    | Aeropuerto Internacional de Tocumen                           | Operó en el antiguo aeropuerto         | 1963                     |
| SAETA                     | Colombia       | Bogotá              | Aeropuerto Internacional El Dorado                            | Operó en el antiguo aeropuerto         | 2000                     |
| SAETA                     | Estados Unidos | Miami               | Aeropuerto Internacional de Miami                             | Operó en el antiguo aeropuerto         | 1993                     |
| SAETA                     | Estados Unidos | Los Ángeles         | Aeropuerto Internacional de Los Ángeles                       | Operó en el antiguo aeropuerto         | 1993                     |
| SAETA                     | Estados Unidos | Nueva York          | Aeropuerto Internacional JFK                                  | Operó en el antiguo aeropuerto         | 1993                     |
| SAETA                     | Guatemala      | Ciudad de Guatemala | Aeropuerto Internacional La Aurora                            | Operó en el antiguo aeropuerto         | 2000                     |
| SAETA                     | Guatemala      | Flores              | Aeropuerto Internacional Mundo Maya                           | Operó en el antiguo aeropuerto         | 2000                     |
| SAETA                     | México         | Ciudad de México    | Aeropuerto Internacional de la Ciudad de México               | Operó en el antiguo aeropuerto         | 2000                     |
| SAETA                     | Panamá         | Ciudad de Panamá    | Aeropuerto Internacional Tocumen                              | Operó en el antiguo aeropuerto         | 2000                     |
| SAETA                     | Venezuela      | Caracas             | Aeropuerto Internacional de Maiquetía Simón Bolívar           | Operó en el antiguo aeropuerto         | 2000                     |
| SAN                       | Ecuador        | Guayaquil           | Aeropuerto Internacional José Joaquín de Olmedo               | Operó en el antiguo aeropuerto         | 2000                     |
| TAME                      | Argentina      | Buenos Aires        | Aeropuerto Internacional Ministro Pistarini                   | Operó en el nuevo aeropuerto           | 30 de junio de 2016      |
| TAME                      | Brasil         | São Paulo           | Aeropuerto Internacional de São Paulo-Guarulhos               | Operó en el antiguo y nuevo aeropuerto | 6 de enero de 2016       |
| TAME                      | Colombia       | Bogotá              | Aeropuerto Internacional El Dorado                            | Operó en el antiguo y nuevo aeropuerto | 6 de marzo de 2019       |
| TAME                      | Cuba           | La Habana           | Aeropuerto Internacional José Martí                           | Operó en el antiguo y nuevo aeropuerto | 3 de julio de 2017       |
| TAME                      | Ecuador        | Baltra              | Aeropuerto Seymour                                            | Operó en el antiguo y nuevo aeropuerto | 21 de mayo de 2020       |
| TAME                      | Ecuador        | Catamayo            | Aeropuerto Ciudad de Catamayo                                 | Operó en el antiguo y nuevo aeropuerto | 21 de mayo de 2020       |
| TAME                      | Ecuador        | Cuenca              | Aeropuerto Internacional Mariscal La Mar                      | Operó en el antiguo y nuevo aeropuerto | 21 de mayo de 2020       |
| TAME                      | Ecuador        | Esmeraldas          | Aeropuerto Internacional Carlos Concha Torres                 | Operó en el antiguo y nuevo aeropuerto | 21 de mayo de 2020       |
| TAME                      | Ecuador        | El Coca             | Aeropuerto Francisco de Orellana                              | Operó en el antiguo y nuevo aeropuerto | 21 de mayo de 2020       |
| TAME                      | Ecuador        | Guayaquil           | Aeropuerto Internacional José Joaquín de Olmedo               | Operó en el antiguo y nuevo aeropuerto | 21 de mayo de 2020       |
| TAME                      | Ecuador        | Nueva Loja          | Aeropuerto de Nueva Loja                                      | Operó en el antiguo y nuevo aeropuerto | 21 de mayo de 2020       |
| TAME                      | Ecuador        | Macas               | Aeropuerto Coronel Edmundo Carvajal                           | Operó en el antiguo y nuevo aeropuerto | 11 de enero de 2016      |
| TAME                      | Ecuador        | Machala             | Aeropuerto General Manuel Serrano                             | Operó en el antiguo aeropuerto         | 1 de febrero de 2009     |
| TAME                      | Ecuador        | Manta               | Aeropuerto Internacional Eloy Alfaro                          | Operó en el antiguo y nuevo aeropuerto | 21 de mayo de 2020       |
| TAME                      | Ecuador        | Portoviejo          | Aeropuerto Reales Tamarindos                                  | Operó en el antiguo aeropuerto         | 2011                     |
| TAME                      | Ecuador        | Salinas             | Aeropuerto General Ulpiano Paez                               | Operó en el nuevo aeropuerto           | 28 de octubre de 2018    |
| TAME                      | Ecuador        | Santa Rosa          | Aeropuerto Internacional de Santa Rosa                        | Operó en el antiguo y nuevo aeropuerto | 21 de mayo de 2020       |
| TAME                      | Ecuador        | San Cristóbal       | Aeropuerto de San Cristóbal                                   | Operó en el antiguo y nuevo aeropuerto | 21 de mayo de 2020       |
| TAME                      | Ecuador        | Tena                | Aeropuerto Jumandy                                            | Operó en el antiguo y nuevo aeropuerto | 11 de enero de 2016      |
| TAME                      | Ecuador        | Tulcán              | Aeropuerto Teniente Coronel Luis A. Mantilla                  | Operó en el antiguo y nuevo aeropuerto | 10 de octubre de 2014    |
| TAME                      | Estados Unidos | Fort Lauderdale     | Aeropuerto Internacional de Fort Lauderdale-Hollywood         | Operó en el nuevo aeropuerto           | 21 de febrero de 2016    |
| TAME                      | Estados Unidos | New York            | Aeropuerto Internacional JFK                                  | Operó en el nuevo aeropuerto           | 31 de enero de 2019      |
| TAME                      | Perú           | Lima                | Aeropuerto Internacional Jorge Chávez                         | Operó en el antiguo y nuevo aeropuerto | 6 de marzo de 2019       |
| TAME                      | Venezuela      | Caracas             | Aeropuerto Internacional de Maiquetía Simón Bolívar (vía BOG) | Operó en el antiguo y nuevo aeropuerto | 23 de enero de 2014      |
| Viasa                     | Venezuela      | Caracas             | Aeropuerto Internacional de Maiquetía Simón Bolívar           | Operó en el antiguo aeropuerto         | 1997                     |
| VIP Ecuador               | Ecuador        | Cuenca              | Aeropuerto Internacional Mariscal La Mar                      | Operó en el antiguo aeropuerto         | 2011                     |
| VIP Ecuador               | Ecuador        | Esmeraldas          | Aeropuerto Internacional Carlos Concha Torres                 | Operó en el antiguo aeropuerto         | 2011                     |
| VIP Ecuador               | Ecuador        | Nueva Loja          | Aeropuerto de Nueva Loja                                      | Operó en el antiguo y nuevo aeropuerto | 2012                     |
| VIP Ecuador               | Ecuador        | Manta               | Aeropuerto Internacional Eloy Alfaro                          | Operó en el antiguo y nuevo aeropuerto | 2012                     |
| VIP Ecuador               | Ecuador        | El Coca             | Aeropuerto Francisco de Orellana                              | Operó en el antiguo y nuevo aeropuerto | 2012                     |
| VIP Ecuador               | Ecuador        | Portoviejo          | Aeropuerto Reales Tamarindos                                  | Operó en el antiguo aeropuerto         | 2011                     |
| VIP Ecuador               | Ecuador        | Salinas             | Aeropuerto General Ulpiano Paez                               | Operó en el antiguo aeropuerto         | 2008                     |
| Viva Air Colombia         | Colombia       | Bogotá              | Aeropuerto Internacional El Dorado                            | Operó en el nuevo aeropuerto           | 3 de mayo de 2017        |

### Aerolíneas operativas
| Destinos internacionales | Destinos internacionales | Destinos internacionales | Destinos internacionales                              | Destinos internacionales               | Destinos internacionales |
| Aerolíneas               | Países                   | Destinos                 | Aeropuertos                                           | Notas                                  | Fecha de cese            |
| ------------------------ | ------------------------ | ------------------------ | ----------------------------------------------------- | -------------------------------------- | ------------------------ |
| Aeroméxico               | México                   | Ciudad de México         | Aeropuerto Internacional de la Ciudad de México       | Operó en el nuevo aeropuerto           | 1 de julio de 2024       |
| Aerolíneas Argentinas    | Argentina                | Buenos Aires             | Aeropuerto Internacional de Ezeiza                    | Operó en el antiguo y nuevo aeropuerto | Marzo de 2020            |
| Aeroregional             | Ecuador                  | Cuenca                   | Aeropuerto Internacional Mariscal La Mar              | Operó en el nuevo aeropuerto           | 5 de mayo de 2024        |
| Aeroregional             | Ecuador                  | Guayaquil                | Aeropuerto Internacional José Joaquín de Olmedo       | Operó en el nuevo aeropuerto           | Agosto de 2024           |
| Aeroregional             | Ecuador                  | Manta                    | Aeropuerto Internacional Eloy Alfaro                  | Operó en el nuevo aeropuerto           | 1 de febrero de 2024     |
| Aeroregional             | Colombia                 | Cali                     | Aeropuerto Internacional Alfonso Bonilla Aragón       | Operó en el nuevo aeropuerto           | Febrero de 2025          |
| Aeroregional             | Venezuela                | Caracas                  | Aeropuerto Internacional de Maiquetía Simón Bolívar   | Operó en el nuevo aeropuerto           | 26 de septiembre de 2024 |
| Aeroregional             | Venezuela                | Porlamar                 | Aeropuerto Internacional del Caribe Santiago Mariño   | Operó en el nuevo aeropuerto           | 16 de agosto de 2024     |
| Air Canada Rouge         | Canadá                   | Toronto                  | Aeropuerto Internacional Toronto Pearson              | Operó en el nuevo aeropuerto           | Agosto de 2022           |
| Air France               | Francia                  | París                    | Aeropuerto de París-Charles de Gaulle                 | Operó en el antiguo y nuevo aeropuerto | Marzo de 2020            |
| American Airlines        | Estados Unidos           | Dallas                   | Aeropuerto Internacional de Dallas-Fort Worth         | Operó en el nuevo aeropuerto           | Agosto de 2018           |
| Arajet                   | República Dominicana     | Santo Domingo            | Aeropuerto Internacional Las Américas                 | Operó en el nuevo aeropuerto           | 27 de octubre de 2024    |
| Avianca Ecuador          | Colombia                 | Cartagena de Indias      | Aeropuerto Internacional Rafael Núñez                 | Operó en el nuevo aeropuerto           | 15 de agosto de 2023     |
| Avianca Ecuador          | Ecuador                  | El Coca                  | Aeropuerto Francisco de Orellana                      | Operó en el antiguo y nuevo aeropuerto | 2 de marzo de 2021       |
| Avianca Ecuador          | Estados Unidos           | Miami                    | Aeropuerto Internacional de Miami                     | Operó en el antiguo y nuevo aeropuerto | 13 de marzo de 2020      |
| Avianca Ecuador          | Estados Unidos           | Orlando                  | Aeropuerto Internacional de Orlando                   | Operó en el antiguo y nuevo aeropuerto | 27 de octubre de 2024    |
| Avianca Ecuador          | México                   | Cancún                   | Aeropuerto Internacional de Cancún                    | Operó en el nuevo aeropuerto           | 27 de octubre de 2023    |
| Avianca Ecuador          | República Dominicana     | Punta Cana               | Aeropuerto Internacional de Punta Cana                | Operó en el nuevo aeropuerto           | 20 de marzo de 2025      |
| Avianca El Salvador      | Costa Rica               | San José                 | Aeropuerto Internacional Juan Santamaría              | Operó en el antiguo y nuevo aeropuerto | Marzo de 2020            |
| Avianca El Salvador      | Perú                     | Lima                     | Aeropuerto Internacional Jorge Chávez                 | Operó en el antiguo y nuevo aeropuerto | Marzo de 2020            |
| Avioandes                | Ecuador                  | Esmeraldas               | Aeropuerto Coronel Carlos Concha Torres               | Operó en el antiguo y nuevo aeropuerto | Abril de 2023            |
| Conviasa                 | Venezuela                | Caracas                  | Aeropuerto Internacional de Maiquetía Simón Bolívar   | Operó en el nuevo aeropuerto           | Enero de 2024            |
| Cubana de Aviación       | Cuba                     | La Habana                | Aeropuerto Internacional José Martí                   | Operó en el antiguo aeropuerto         | Enero de 1998            |
| Gol Linhas Aéreas        | Brasil                   | São Paulo                | Aeropuerto Internacional de São Paulo-Guarulhos       | Operó en el nuevo aeropuerto           | Abril de 2020            |
| JetBlue Airways          | Estados Unidos           | Fort Lauderdale          | Aeropuerto Internacional de Fort Lauderdale-Hollywood | Operó en el nuevo aeropuerto           | 13 de junio de 2024      |
| LATAM Airlines           | Chile                    | Santiago de Chile        | Aeropuerto Internacional Arturo M. Benítez            | Operó en el nuevo aeropuerto           | Marzo de 2020            |
| LATAM Ecuador            | Ecuador                  | Catamayo                 | Aeropuerto Ciudad de Catamayo                         | Operó en el nuevo aeropuerto           | 27 de marzo de 2023      |
| LATAM Perú               | Colombia                 | Cali                     | Aeropuerto Internacional Alfonso Bonilla Aragón       | Operó en el antiguo y nuevo aeropuerto | 28 de marzo de 2015      |
| LATAM Perú               | Colombia                 | Medellín                 | Aeropuerto Internacional José María Córdova           | Operó en el antiguo y nuevo aeropuerto | 28 de marzo de 2015      |
| Lufthansa                | Alemania                 | Fráncfort del Meno       | Aeropuerto Internacional de Frankfurt                 | Operó en el antiguo aeropuerto         | Enero de 2000            |
| Plus Ultra Líneas Aéreas | España                   | Madrid (vía GYE)         | Aeropuerto Adolfo Suárez Madrid-Barajas               | Operó en el nuevo aeropuerto           | 30 de enero de 2022      |
| Viva                     | México                   | Cancún                   | Aeropuerto Internacional de Cancún                    | Operó en el nuevo aeropuerto           | 8 de enero de 2024       |
| Wingo                    | Colombia                 | Bogotá                   | Aeropuerto Internacional El Dorado                    | Operó en el nuevo aeropuerto           | 7 de abril de 2024       |

## Carga
La terminal de carga dispone de 13.000 m², repartidos en 10.000 m²  para naves y 3000 m² para oficinas relacionadas con las actividades de carga. Con 24 muelles divididos en 4 paletizadoras, además el área de espera de carga puede albergar hasta 24 camiones adicionales, es decir se puede tener al mismo tiempo 48 camiones en el área de carga. Esta área consta de sofisticados escáneres y cuartos fríos. Los destinos operan en el Tababela Cargo Center.

Además la plataforma de carga tiene capacidad para recibir 6 aviones categoría 4F, entre ellos Boeing 747-8 o Airbus A380.

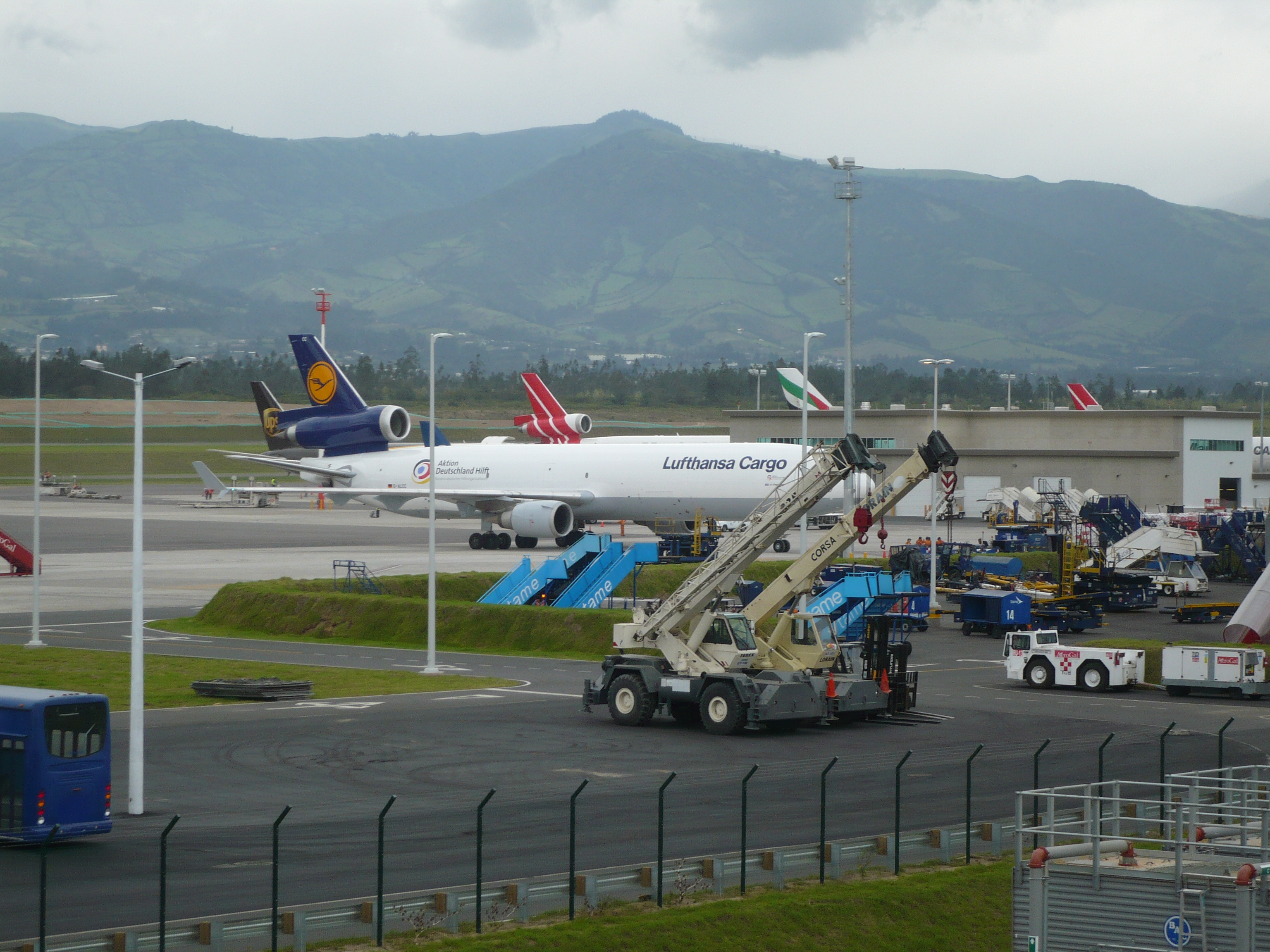
Centro de carga del aeropuerto

#### Vuelos de carga nacional
| Aerolíneas            | Destinos                 | Aeropuertos                                     |
| --------------------- | ------------------------ | ----------------------------------------------- |
| Avianca Ecuador Cargo | Baltra, Galápagos        | Aeropuerto Seymour                              |
| Avianca Ecuador Cargo | Cuenca, Azuay            | Aeropuerto Internacional Mariscal Lamar         |
| Avianca Ecuador Cargo | Guayaquil, Guayas        | Aeropuerto Internacional José Joaquín de Olmedo |
| Avianca Ecuador Cargo | Manta, Manabí            | Aeropuerto Internacional Eloy Alfaro            |
| Avianca Ecuador Cargo | San Cristóbal, Galápagos | Aeropuerto de San Cristóbal                     |
| LATAM Cargo (Ecuador) | Baltra, Galápagos        | Aeropuerto Seymour                              |
| LATAM Cargo (Ecuador) | Cuenca, Azuay            | Aeropuerto Internacional Mariscal La Mar        |
| LATAM Cargo (Ecuador) | El Coca, Orellana        | Aeropuerto Francisco de Orellana                |
| LATAM Cargo (Ecuador) | Guayaquil, Guayas        | Aeropuerto Internacional José Joaquín de Olmedo |
| LATAM Cargo (Ecuador) | Manta, Manabí            | Aeropuerto Internacional Eloy Alfaro            |
| LATAM Cargo (Ecuador) | San Cristóbal, Galápagos | Aeropuerto de San Cristóbal                     |
| Regional Cargo        | Catamayo, Loja           | Aeropuerto Ciudad de Catamayo                   |
| Regional Cargo        | Cuenca Azuay             | Aeropuerto Internacional Mariscal La Mar        |
| Regional Cargo        | El Coca, Orellana        | Aeropuerto Francisco de Orellana                |
| Regional Cargo        | Guayaquil, Guayas        | Aeropuerto Internacional José Joaquín de Olmedo |
| Regional Cargo        | Santa Rosa, El Oro       | Aeropuerto Internacional de Santa Rosa          |

#### Vuelos de carga internacional
| Países                                     | Destinos                  | Aeropuertos                                     | Aerolíneas              |
| Norteamérica                               | Norteamérica              | Norteamérica                                    | Norteamérica            |
| ------------------------------------------ | ------------------------- | ----------------------------------------------- | ----------------------- |
| Canadá (2 destinos, 1 aerolínea)           | Montreal                  | Aeropuerto Internacional de Montreal            | Air Canadá Cargo        |
| Canadá (2 destinos, 1 aerolínea)           | Toronto                   | Aeropuerto Internacional Toronto Pearson        | Air Canadá Cargo        |
| Estados Unidos (4 destinos, 18 aerolíneas) | Los Ángeles               | Aeropuerto Internacional de Los Ángeles         | Avianca Cargo           |
| Estados Unidos (4 destinos, 18 aerolíneas) | Los Ángeles               | Aeropuerto Internacional de Los Ángeles         | LATAM Cargo             |
| Estados Unidos (4 destinos, 18 aerolíneas) | Los Ángeles               | Aeropuerto Internacional de Los Ángeles         | Mas Air                 |
| Estados Unidos (4 destinos, 18 aerolíneas) | Memphis                   | Aeropuerto Internacional de Memphis             | FedEx Express           |
| Estados Unidos (4 destinos, 18 aerolíneas) | Miami                     | Aeropuerto Internacional de Miami               | American Airlines Cargo |
| Estados Unidos (4 destinos, 18 aerolíneas) | Miami                     | Aeropuerto Internacional de Miami               | Avianca Cargo           |
| Estados Unidos (4 destinos, 18 aerolíneas) | Miami                     | Aeropuerto Internacional de Miami               | Centurion Air Cargo     |
| Estados Unidos (4 destinos, 18 aerolíneas) | Miami                     | Aeropuerto Internacional de Miami               | DHL Aero Expreso        |
| Estados Unidos (4 destinos, 18 aerolíneas) | Miami                     | Aeropuerto Internacional de Miami               | Ethiopian Cargo         |
| Estados Unidos (4 destinos, 18 aerolíneas) | Miami                     | Aeropuerto Internacional de Miami               | FedEx Express           |
| Estados Unidos (4 destinos, 18 aerolíneas) | Miami                     | Aeropuerto Internacional de Miami               | Kalitta Air             |
| Estados Unidos (4 destinos, 18 aerolíneas) | Miami                     | Aeropuerto Internacional de Miami               | LATAM Cargo             |
| Estados Unidos (4 destinos, 18 aerolíneas) | Miami                     | Aeropuerto Internacional de Miami               | LATAM Cargo (Brasil)    |
| Estados Unidos (4 destinos, 18 aerolíneas) | Miami                     | Aeropuerto Internacional de Miami               | LATAM Cargo Colombia    |
| Estados Unidos (4 destinos, 18 aerolíneas) | Miami                     | Aeropuerto Internacional de Miami               | Mas Air                 |
| Estados Unidos (4 destinos, 18 aerolíneas) | Miami                     | Aeropuerto Internacional de Miami               | Qatar Airways Cargo     |
| Estados Unidos (4 destinos, 18 aerolíneas) | Miami                     | Aeropuerto Internacional de Miami               | Turkish Cargo           |
| Estados Unidos (4 destinos, 18 aerolíneas) | Miami                     | Aeropuerto Internacional de Miami               | UPS                     |
| Estados Unidos (4 destinos, 18 aerolíneas) | Nueva York                | Aeropuerto Internacional John F. Kennedy        | Atlas Air               |
| México (1 destino, 3 aerolíneas)           | Ciudad de México          | Aeropuerto Internacional de la Ciudad de México | Cargolux                |
| México (1 destino, 3 aerolíneas)           | Ciudad de México          | Aeropuerto Internacional de la Ciudad de México | Emirates SkyCargo       |
| México (1 destino, 3 aerolíneas)           | Ciudad de México          | Aeropuerto Internacional de la Ciudad de México | Mas Air                 |
|                                            | Centroamérica y El Caribe |                                                 |                         |
| Costa Rica (1 destino, 1 aerolínea)        | San José                  | Aeropuerto Internacional Juan Santamaría        | KLM Cargo               |
| Panamá (1 destino, 3 aerolíneas)           | Ciudad de Panamá          | Aeropuerto Internacional de Tocumen             | DHL Aero Expreso        |
| Panamá (1 destino, 3 aerolíneas)           | Ciudad de Panamá          | Aeropuerto Internacional de Tocumen             | Emirates SkyCargo       |
| Panamá (1 destino, 3 aerolíneas)           | Ciudad de Panamá          | Aeropuerto Internacional de Tocumen             | UniWorld Air Cargo      |
| Puerto Rico (1 destino, 1 aerolínea)       | Aguadilla                 | Aeropuerto Internacional de Aguadilla           | KLM Cargo               |
|                                            | Sudamérica                |                                                 |                         |
| Argentina (1 destino, 4 aerolíneas)        | Buenos Aires              | Aeropuerto Internacional Ministro Pistarini     | Emirates SkyCargo       |
| Argentina (1 destino, 4 aerolíneas)        | Buenos Aires              | Aeropuerto Internacional Ministro Pistarini     | KLM Cargo               |
| Argentina (1 destino, 4 aerolíneas)        | Buenos Aires              | Aeropuerto Internacional Ministro Pistarini     | LATAM Cargo             |
| Argentina (1 destino, 4 aerolíneas)        | Buenos Aires              | Aeropuerto Internacional Ministro Pistarini     | Qatar Airways Cargo     |
| Brasil (5 destinos, 6 aerolíneas)          | Campinas                  | Aeropuerto Internacional de Viracopos           | Emirates SkyCargo       |
| Brasil (5 destinos, 6 aerolíneas)          | Fortaleza                 | Aeropuerto Internacional de Fortaleza           | LATAM Cargo (Brasil)    |
| Brasil (5 destinos, 6 aerolíneas)          | Manaos                    | Aeropuerto Internacional Eduardo Gomes          | Atlas Air               |
| Brasil (5 destinos, 6 aerolíneas)          | Manaos                    | Aeropuerto Internacional Eduardo Gomes          | Emirates SkyCargo       |
| Brasil (5 destinos, 6 aerolíneas)          | Manaos                    | Aeropuerto Internacional Eduardo Gomes          | LATAM Cargo (Brasil)    |
| Brasil (5 destinos, 6 aerolíneas)          | Manaos                    | Aeropuerto Internacional Eduardo Gomes          | Qatar Airways Cargo     |
| Brasil (5 destinos, 6 aerolíneas)          | Río de Janeiro            | Aeropuerto Internacional de Galeão              | LATAM Cargo Colombia    |
| Brasil (5 destinos, 6 aerolíneas)          | São Paulo                 | Aeropuerto Internacional de Campinas            | Cargolux                |
| Brasil (5 destinos, 6 aerolíneas)          | São Paulo                 | Aeropuerto Internacional de Campinas            | LATAM Cargo (Brasil)    |
| Chile (1 destino, 2 aerolíneas)            | Santiago                  | Aeropuerto Internacional Arturo Merino Benítez  | KLM Cargo               |
| Chile (1 destino, 2 aerolíneas)            | Santiago                  | Aeropuerto Internacional Arturo Merino Benítez  | LATAM Cargo             |
| Colombia (2 destinos, 7 aerolíneas)        | Bogotá                    | Aeropuerto Internacional El Dorado              | Aerosucre               |
| Colombia (2 destinos, 7 aerolíneas)        | Bogotá                    | Aeropuerto Internacional El Dorado              | Avianca Cargo           |
| Colombia (2 destinos, 7 aerolíneas)        | Bogotá                    | Aeropuerto Internacional El Dorado              | Avianca Ecuador Cargo   |
| Colombia (2 destinos, 7 aerolíneas)        | Bogotá                    | Aeropuerto Internacional El Dorado              | Cargolux                |
| Colombia (2 destinos, 7 aerolíneas)        | Bogotá                    | Aeropuerto Internacional El Dorado              | Ethiopian Cargo         |
| Colombia (2 destinos, 7 aerolíneas)        | Bogotá                    | Aeropuerto Internacional El Dorado              | LATAM Cargo Colombia    |
| Colombia (2 destinos, 7 aerolíneas)        | Bogotá                    | Aeropuerto Internacional El Dorado              | Turkish Airlines Cargo  |
| Colombia (2 destinos, 7 aerolíneas)        | Medellín                  | Aeropuerto Internacional José María Córdova     | Avianca Cargo           |
| Perú (1 destino, 3 aerolíneas)             | Lima                      | Aeropuerto Internacional Jorge Chávez           | Air Canada Cargo        |
| Perú (1 destino, 3 aerolíneas)             | Lima                      | Aeropuerto Internacional Jorge Chávez           | Avianca Cargo           |
| Perú (1 destino, 3 aerolíneas)             | Lima                      | Aeropuerto Internacional Jorge Chávez           | KLM Cargo               |
|                                            | Europa                    |                                                 |                         |
| España (1 destino, 2 aerolíneas)           | Madrid                    | Aeropuerto Adolfo Suárez Madrid-Barajas         | Air Europa Cargo        |
| España (1 destino, 2 aerolíneas)           | Madrid                    | Aeropuerto Adolfo Suárez Madrid-Barajas         | Iberia Cargo            |
| Luxemburgo (1 destino, 1 aerolínea)        | Luxemburgo                | Aeropuerto Internacional de Luxemburgo          | Cargolux                |
| Países Bajos (2 destinos, 1 aerolínea)     | Ámsterdam                 | Aeropuerto de Ámsterdam-Schiphol                | KLM Cargo               |
| Países Bajos (2 destinos, 1 aerolínea)     | Maastricht                | Aeropuerto de Maastricht Aquisgrán              | KLM Cargo               |
|                                            | Asia                      |                                                 |                         |
| EAU (1 destino, 1 aerolínea)               | Dubái                     | Aeropuerto Internacional de Dubái               | Emirates SkyCargo       |
| Turquía (1 destino, 1 aerolínea)           | Estambul                  | Aeropuerto Internacional de Estambul            | Turkish Cargo           |
| Catar (1 destino, 1 aerolínea)             | Doha                      | Aeropuerto Internacional de Doha                | Qatar Airways Cargo     |
|                                            | África                    |                                                 |                         |
| Etiopía (1 destino, 1 aerolínea)           | Adís Abeba                | Aeropuerto Internacional Bole                   | Ethiopian Cargo         |

## Estadísticas
Ver fuente y consulta Wikidata.
|                 | Pasajeros       | Pasajeros  | Pasajeros                        | Carga (toneladas métricas) | Carga (toneladas métricas) | Observaciones                |
| Internacionales | Internacionales | Nacionales |                                  | Carga (toneladas métricas) | Carga (toneladas métricas) | Observaciones                |
| Entrada         | Salida          | Totales    | Entrada                          | Salida                     |                            | Observaciones                |
| --------------- | --------------- | ---------- | -------------------------------- | -------------------------- | -------------------------- | ---------------------------- |
| 1998            | 439.580         | 449.454    | No se facilitan datos hasta 2016 | 11.815                     | 80.487                     | Datos del antiguo aeropuerto |
| 1999            | 374.467         | 423.384    | No se facilitan datos hasta 2016 | 12.854                     | 74.177                     | Datos del antiguo aeropuerto |
| 2000            | 421.165         | 496.116    | No se facilitan datos hasta 2016 | 14.718                     | 89.116                     | Datos del antiguo aeropuerto |
| 2001            | 504.870         | 567.615    | No se facilitan datos hasta 2016 | Datos no facilitados       | Datos no facilitados       | Datos del antiguo aeropuerto |
| 2002            | 518.515         | 568.718    | No se facilitan datos hasta 2016 | Datos no facilitados       | Datos no facilitados       | Datos del antiguo aeropuerto |
| 2003            | 536.813         | 545.343    | No se facilitan datos hasta 2016 | Datos no facilitados       | Datos no facilitados       | Datos del antiguo aeropuerto |
| 2004            | 577.552         | 552.648    | No se facilitan datos hasta 2016 | 17.147                     | 10.310                     | Datos del antiguo aeropuerto |
| 2005            | 622.949         | 604.102    | No se facilitan datos hasta 2016 | 17.932                     | 45.543                     | Datos del antiguo aeropuerto |
| 2006            | 657.336         | 639.049    | No se facilitan datos hasta 2016 | 17.937                     | 44.719                     | Datos del antiguo aeropuerto |
| 2007            | 737.136         | 705.842    | No se facilitan datos hasta 2016 | 15.060                     | 40.112                     | Datos del antiguo aeropuerto |
| 2008            | 745.038         | 719.407    | No se facilitan datos hasta 2016 | 14.484                     | 44.851                     | Datos del antiguo aeropuerto |
| 2009            | 776.653         | 717.395    | No se facilitan datos hasta 2016 | 11.749                     | 60.227                     | Datos del antiguo aeropuerto |
| 2010            | 837.261         | 784.190    | No se facilitan datos hasta 2016 | 14.798                     | 56.777                     | Datos del antiguo aeropuerto |
| 2011            | 829.026         | 780.817    | No se facilitan datos hasta 2016 | 5.558                      | 8.247                      | Datos del antiguo aeropuerto |
| 2012            | 932.692         | 833.119    | No se facilitan datos hasta 2016 | 17.338                     | 71.615                     | Datos del nuevo aeropuerto   |
| 2013            | 1.079.183       | 833.119    | No se facilitan datos hasta 2016 | 30.296                     | 132.614                    | Datos del nuevo aeropuerto   |
| 2014            | 1.190.692       | 1.092.921  | No se facilitan datos hasta 2016 | 30.759                     | 150.283                    | Datos del nuevo aeropuerto   |
| 2015            | 1.215.533       | 1.137.072  | No se facilitan datos hasta 2016 | 30.143                     | 151.303                    | Datos del nuevo aeropuerto   |
| 2016            | 1.095.108       | 1.085.495  | 1.326.974                        | 29.690                     | 153.576                    | Datos del nuevo aeropuerto   |
| 2017            | 1.134.401       | 1.109.598  | 1.284.074                        | 33.602                     | 170.390                    | Datos del nuevo aeropuerto   |
| 2018            | 1.120.423       | 1.100.471  | 1.383.474                        | 34.301                     | 193.862                    | Datos del nuevo aeropuerto   |
| 2019            | 1.180.914       | 1.169.154  | 1.290.983                        | 35.130                     | 202.884                    | Datos del nuevo aeropuerto   |
| 2020            | 343.194         | 351.715    | 373.884                          | 33.012                     | 190.542                    | Datos del nuevo aeropuerto   |
| 2021            | 587.704         | 631.957    | 1.069.764                        | 43.188                     | 237.199                    | Datos del nuevo aeropuerto   |
| 2022            | 915.574         | 914.274    | 2.352.944                        | 42.913                     | 198.387                    | Datos del nuevo aeropuerto   |
| 2023            | 1.422.458       | 1.440.806  | 2.863.264                        | 51.251                     | 277.675                    | Datos del nuevo aeropuerto   |

### Rutas más transitadas
| #                                                 | Ciudad y país                       | Pasajeros | Dif. 2022  | Aerolíneas                                              |
| ------------------------------------------------- | ----------------------------------- | --------- | ---------- | ------------------------------------------------------- |
| 1                                                 | Bogotá, Colombia                    | 592.183   | 24,2%      | Avianca, Avianca Ecuador, LATAM Ecuador, LATAM Colombia |
| 2                                                 | Ciudad de Panamá, Panamá            | 405.862   | 11,6%      | Copa Airlines, Aeroregional                             |
| 3                                                 | Miami, Estados Unidos               | 319.987   | 12,75%     | American Airlines, LATAM Ecuador                        |
| 4                                                 | Madrid, España                      | 247.780   | 34,59%     | Air Europa, Iberia                                      |
| 5                                                 | Lima, Perú                          | 184.418   | 75,44%     | LATAM Perú, LATAM Ecuador                               |
| 6                                                 | Atlanta, Estados Unidos             | 136.447   | 13,88%     | Delta Air Lines                                         |
| 7                                                 | Houston, Estados Unidos             | 104.283   | 19,9%      | United Airlines                                         |
| 8                                                 | Ámsterdam, Países Bajos             | 101.408   | 0,68%      | KLM Royal Dutch Airlines                                |
| 9                                                 | Fort Lauderdale, Estados Unidos     | 86.770    | 13,03%     | JetBlue Airways                                         |
| 10                                                | Ciudad de México, México            | 79.920    | 40,09%     | Aeroméxico                                              |
| 11                                                | Nueva York, Estados Unidos          | 41.282    | Nueva ruta | Avianca Ecuador                                         |
| 12                                                | Medellín, Colombia                  | 36.178    | Nueva ruta | Avianca Ecuador                                         |
| 13                                                | Buenos Aires, Argentina             | 35.314    | 730,92%    | Avianca Costa Rica                                      |
| 14                                                | San Salvador, El Salvador           | 32.461    | 2,78%      | Avianca El Salvador                                     |
| 15                                                | San José, Costa Rica                | 30.395    | 119,05%    | Avianca Costa Rica                                      |
| 16                                                | Cancún, México                      | 28.448    | Nueva ruta | Viva, Avianca Ecuador                                   |
| 17                                                | Santo Domingo, República Dominicana | 12.056    | 449,5%     | Arajet                                                  |
| 18                                                | Orlando, Estados Unidos             | 5096      | Nueva ruta | Avianca Ecuador                                         |
| 19                                                | Punta Cana, República Dominicana    | 279       | Nueva ruta | Aeroregional                                            |
| Total pasajeros internacionales (2023): 2.480.567 |                                     |           |            |                                                         |

| #                                            | Ciudad y provincia       | Pasajeros | Dif. 2022 | Aerolíneas                                   |
| -------------------------------------------- | ------------------------ | --------- | --------- | -------------------------------------------- |
| 1                                            | Guayaquil, Guayas        | 701.238   | 17,6%     | Avianca Ecuador, LATAM Ecuador, Equair       |
| 2                                            | Cuenca Azuay             | 217.085   | 16,7%     | Aeroregional, Avianca Ecuador, LATAM Ecuador |
| 3                                            | Manta, Manabí            | 144.557   | 41,6%     | Aeroregional, Avianca Ecuador, LATAM Ecuador |
| 4                                            | Baltra, Galápagos        | 143.761   | 17,5%     | Avianca Ecuador, LATAM Ecuador, Equair       |
| 5                                            | Catamayo, Loja           | 78.641    | 21,6%     | Aeroregional                                 |
| 6                                            | El Coca, Orellana        | 69.600    | 43,1%     | Aeroregional, LATAM Ecuador, Equair          |
| 7                                            | San Cristóbal, Galápagos | 59.250    | 37,5%     | Avianca Ecuador, LATAM Ecuador, Equair       |
| 8                                            | Santa Rosa, El Oro       | 26.674    | 111,9%    | Aeroregional                                 |
| Total pasajeros nacionales (2023): 2.863.264 |                          |           |           |                                              |

## Premios y reconocimientos
Desde el inicio de su construcción en 2005, hasta su inauguración oficial en 2013, el Aeropuerto Internacional Mariscal Sucre de Quito ha recibido los siguientes reconocimientos:
| Año  | Reconocimiento                                                                           | Organización                        |
| ---- | ---------------------------------------------------------------------------------------- | ----------------------------------- |
| 2005 | International Project Financing                                                          | International Finance Legal Review  |
| 2006 | Transport Deal of the Year de Sudamérica                                                 | Project Finance Magazine            |
| 2009 | Airport Marketing Award categoría América del Sur                                        | OAG-Routes Americas                 |
| 2009 | Mejores Prácticas en Sostenibilidad Ambiental                                            | CIFAL                               |
| 2010 | Premio a la Responsabilidad Social Corporativa                                           | ONU                                 |
| 2010 | Premio Américas Excelencia en Liderazgo en Sostenibilidad Ambiental                      | OEA                                 |
| 2010 | Airport Marketing Award categoría América del Sur                                        | OAG-Routes Americas                 |
| 2012 | New Millennium Award Contribución al desarrollo del turismo                              | Trade Leaders Club                  |
| 2013 | Empresa Ecuatoriana del Año Caidad de servicio en salas VIP                              | Latin American Quality Institute    |
| 2014 | Segundo lugar en calidad de Servicio Aeroportuario Latinoamérica y el Caribe             | Airport Council Internacional (ACI) |
| 2014 | Beyond Success Trophy A las salas VIP                                                    | World Confederation of Businesses   |
| 2014 | Aeropuerto líder en Sudamérica                                                           | World Travel Awards                 |
| 2015 | Peak of Success A las salas VIP                                                          | World Confederation of Businesses   |
| 2015 | Segundo lugar en calidad de Servicio Aeroportuario Latinoamérica y el Caribe             | Airport Council Internacional (ACI) |
| 2015 | Aeropuerto líder en Sudamérica                                                           | World Travel Awards                 |
| 2016 | Mejor aeropuerto de Sudamérica                                                           | Skytrax World Airport Awards        |
| 2016 | Mejor aeropuerto regional de Sudamérica                                                  | Skytrax World Airport Awards        |
| 2016 | Calificación 4 estrellas a la calidad del servicio                                       | Skytrax World Airport Awards        |
| 2016 | Aeropuerto líder en Sudamérica                                                           | World Travel Awards                 |
| 2017 | Aeropuerto líder en Sudamérica                                                           | World Travel Awards                 |
| 2017 | Segundo mejor aeropuerto de Latinoamérica                                                | Skytrax World Airport Awards        |
| 2017 | Mejor aeropuerto regional de Sudamérica                                                  | Skytrax World Airport Awards        |
| 2017 | Calificación 4 estrellas a la calidad del servicio                                       | Skytrax World Airport Awards        |
| 2017 | Mejor personal aeroportuario de Sudamérica                                               | Skytrax World Airport Awards        |
| 2018 | Aeropuerto líder en Sudamérica                                                           | World Travel Awards                 |
| 2018 | Segundo mejor aeropuerto de Latinoamérica                                                | Skytrax World Airport Awards        |
| 2018 | Mejor aeropuerto regional de Sudamérica                                                  | Skytrax World Airport Awards        |
| 2018 | Calificación 4 estrellas a la calidad del servicio                                       | Skytrax World Airport Awards        |
| 2018 | Mejor personal aeroportuario de Sudamérica                                               | Skytrax World Airport Awards        |
| 2018 | Sala Priority Pass Global del Año                                                        | Priority Pass                       |
| 2019 | Segundo mejor aeropuerto de Latinoamérica                                                | Skytrax World Airport Awards        |
| 2019 | Mejor aeropuerto regional de Sudamérica                                                  | Skytrax World Airport Awards        |
| 2019 | Calificación 4 estrellas a la calidad del servicio                                       | Skytrax World Airport Awards        |
| 2019 | Mejor personal aeroportuario de Sudamérica                                               | Skytrax World Airport Awards        |
| 2019 | Aeropuerto líder en Sudamérica                                                           | World Travel Awards                 |
| 2019 | Premio Diamante (primer lugar) En la categoría de hasta 399.999 toneladas anuales        | Air Cargo Excellence (ACE) Awards   |
| 2019 | Mejor aeropuerto mundial de carga especializada                                          | Air Cargo Excellence (ACE) Awards   |
| 2019 | Aeropuerto de carga líder de Latinoamérica                                               | Air Cargo Excellence (ACE) Awards   |
| 2020 | Primer aeropuerto americano 5 estrellas a la calidad del servicio                        | Skytrax World Airport Awards        |
| 2020 | Segundo mejor aeropuerto de Latinoamérica                                                | Skytrax World Airport Awards        |
| 2020 | Mejor aeropuerto regional de Sudamérica                                                  | Skytrax World Airport Awards        |
| 2020 | Mejor personal aeroportuario de Sudamérica                                               | Skytrax World Airport Awards        |
| 2020 | Premio Diamante (primer lugar) En la categoría de hasta 399.999 toneladas anuales        | Air Cargo Excellence (ACE) Awards   |
| 2020 | Aeropuerto con acreditación sanitaria                                                    | Airport Council International (ACI) |
| 2020 | Acreditación de experiencia al cliente (nivel 3)                                         | Airport Council International (ACI) |
| 2021 | Mejor aeropuerto de Latinoamérica                                                        | Skytrax World Airport Awards        |
| 2021 | Mejor aeropuerto regional de Sudamérica                                                  | Skytrax World Airport Awards        |
| 2021 | Mejor aeropuerto del mundo Categoría de menos de 2 millones de pasajeros.                | Skytrax World Airport Awards        |
| 2021 | Aeropuerto más limpio de Sudamérica                                                      | Skytrax World Airport Awards        |
| 2021 | Aeropuerto líder en Sudamérica                                                           | World Travel Awards                 |
| 2021 | Mejor aeropuerto regional de Sudamérica Categoría de 5 a 15 millones de pasajeros al año | Airport Council International (ACI) |
| 2021 | Aeropuerto mentor para alcanzar las cero toneladas de carbono en 2050                    | Airport Council International (ACI) |
| 2022 | 5 estrellas a la calidad del servicio                                                    | Skytrax World Airport Awards        |
| 2022 | 5 estrellas a la seguridad COVID-19                                                      | Skytrax World Airport Awards        |
| 2022 | Segundo mejor aeropuerto de Latinoamérica                                                | Skytrax World Airport Awards        |
| 2022 | Mejor aeropuerto regional de Sudamérica                                                  | Skytrax World Airport Awards        |
| 2022 | Mejor personal aeroportuario de Sudamérica                                               | Skytrax World Airport Awards        |
| 2022 | Aeropuerto verde                                                                         | Airport Council International (ACI) |
| 2022 | Mejor aeropuerto según los usuarios                                                      | Airport Council International (ACI) |
| 2022 | Acreditación de experiencia al cliente (nivel 4)                                         | Airport Council International (ACI) |
| 2023 | Segundo mejor aeropuerto de Latinoamérica                                                | Skytrax World Airport Awards        |
| 2023 | Mejor aeropuerto regional de Sudamérica                                                  | Skytrax World Airport Awards        |
| 2023 | Mejor personal aeroportuario de Sudamérica                                               | Skytrax World Airport Awards        |
| 2023 | Aeropuerto más limpio de Sudamérica                                                      | Skytrax World Airport Awards        |
| 2023 | Mejor aeropuerto de Latinoamérica y el Caribe Categoría de 5 a 15 millones de pasajeros  | Airport Council International (ACI) |
| 2023 | Aeropuerto con el personal más dedicado                                                  | Airport Council International (ACI) |
| 2023 | Aeropuerto más agradable                                                                 | Airport Council International (ACI) |
| 2023 | Aeropuerto con el personal más dedicado                                                  | Airport Council International (ACI) |
| 2023 | Aeropuerto líder en Sudamérica                                                           | World Travel Awards                 |
| 2024 | Mejor aeropuerto de Latinoamérica y el Caribe Categoría de 5 a 15 millones de pasajeros  | Airport Council International (ACI) |
| 2024 | Aeropuerto más limpio de la región.                                                      | Airport Council International (ACI) |